# Bertil Zander
Bertil Erik Waldemar Zander, född 8 november 1895 i Hedvig Eleonora församling, Stockholm, död 18 mars 1970 i Storkyrkoförsamlingen, Stockholm,
var en svensk målare, skulptör och tecknare.
Han var son till läkaren Per Waldemar Zander och Maria Mathilda Johanna Seybold. Zander medverkade i utställningen Svensk konst som visades på Valand-Chalmers i Göteborg 1923 och i samlingsutställningar med Sveriges allmänna konstförening. Hans konst består av teckningar och målningar med landskap och figurer utförda i olja eller akvarell samt porträttbyster bland annat har han utfört byster över kompositören H Joëll och skulptören Harald Sörensen-Ringi. Zander är representerad vid Nationalmuseum i Stockholm. Han är begravd på Solna kyrkogård.